# 2007年热带风暴加布里埃尔
热带风暴加布里埃尔是2007年大西洋颶風季期间一个存在时间较为短暂的热带气旋，也是该季第七个获得命名的风暴，穿过北卡罗来纳州后进入大海。加布里埃尔是由9月8日距北卡罗莱纳州了望角东南部约625公里海域的一个亞熱帶氣旋发展而成，风暴持续期间一直受到不利其发展的风切变影响，不过由于风切变中的气温上升，气旋还是发展成了热带风暴。加布里埃尔于9月9日以每小时90公里的风速在北卡罗莱纳州外灘群島的了望角国家海岸登陆，再转朝东北方向移动，之后很快弱化并于9月11日消散。
风暴登陆前，气象部门已向沿海地区发布熱帶氣旋警告，救援队和美国海岸警卫队处于待命状态。风暴给登陆地点附近区域带来了强降雨，但其它地方受到的影响很小。北卡罗莱纳州海岸有出现大浪、激流和风暴潮的报告，还有一些地方出现了局部性的洪涝灾害。强劲的阵风也时有出现，不过没有其造成损害的报告。佛罗里达州海岸有一人淹死，不过风暴造成的总体损害很轻微。

## 气象历史
9月1日，一股冷锋离开美國東岸后逐渐衰减，于9月2日在乔治亚州东部退化成一片降雨区和云区。次日，一股弱低氣壓在东面形成，其结构的层次组织缓慢增强，同时动向变得不稳定，到了9月4日，对流已经集中在中心东部。9月5日，一架飓风猎人侦察机获得的数据表明，系统还没有成为热带或亞熱帶氣旋，其与一个上层低壓槽的相互作用产生了中等强度的风切变，抑制了系统的进一步发展，到了9月6日，风暴中的雷暴活动已经基本瓦解。之后，外界环境中的上层风逐渐变得有利于气旋发展，令对流得以在北卡罗莱纳州和百慕大之间的中部区域集中起来。在北面一个深层高壓脊的影响下，系统转向朝西北偏西方向稳步移动。9月7日，侦察机报告风暴的中心非常细长，最高风速出现在中心东北部约160公里处，为每小时90公里。此后风暴中心的组织结构略有好转，鉴于其广阔的风场和西南偏西方向存在的上层低气压强度都已达到相应标准，美国国家飓风中心于9月8日早上将位于北卡罗莱纳州了解角东南部约625公里洋面的系统归类为亚热带风暴加布里埃尔（Gabrielle）。
加布里埃尔成为亚热带风暴后，其所处位置北面气温较低，南面和西面的空气较为干燥，而偏南方面还存在风切变，行动路途中的水温也偏低。虽然存在这些不利于风暴发展的因素，但系统的北部和西部象限还是发展出弯曲的对流带，并且环流也变得更加明显。随后其东北象限的雨带消散，风暴中心已经远离对流。到了当天晚些时候，环流开始与余下的对流进一步结合，由于系统中已经发展出弱暖心结构，因此气象部门于9月8日晚将位于北卡罗莱纳州了望角东南部约300公里海域的风暴重新指定为热带风暴加布里埃尔。

热带风暴加布里埃尔在北卡罗莱纳州登陆

经过墨西哥灣暖流时，风暴遇到的垂直风切变有所减弱，使其中心突然发展出强烈的对流。随着风暴朝北卡罗莱纳州海岸逼近，其中心的中层环流重新发展出深层对流，不过增强的北向风切变也令加布里埃尔的中心移动到雷暴活动区域的北部。飓风猎人的报告表明，加布里埃尔大约是在协调世界时9月9日下午15点30分以每小时95公里风速在了望角国家国岸登陆，不过在风切变的影响下，其最强烈的风仍然处在海上。
风暴沿大西洋西岸的山脊转为向北和东北偏北方向移动，于9月10日早上作为一个组织欠完善并带有远至中心南部对流的系统进入北卡罗莱纳州斩魔山（Kill Devil Hills）附近海域。加布里埃尔之后不久减弱为热带低气压，并且在沿墨西哥湾暖流移动时虽然有风切变的不利影响，但还是仍然保持着零散的对流。到了9月11日中午，系统的对流已经变得细长并且不能再准确定位，因此不再符合热带气旋的标准，美国国家飓风中心宣布加布里埃尔在新斯科舍南部消散，次日清晨，加布里埃尔的残余部分被一股逐渐靠近的冷锋吸收。

## 准备工作
亚热带气旋加布里埃尔形成时，美国国家飓风中心向南至南卡罗莱纳州的艾迪斯托海滩，北抵北卡罗莱纳州俄勒冈水湾（Oregon Inlet）之间地区发布了热带风暴观察预警，帕姆利科湾（Pamlico Sound）也收到了热带风暴观察预警。随着风暴逼近海岸线，北卡罗莱纳州恐怖角（Cape Fear）以南地区的预警予以中止，而从瑟夫城（Surf City）向北直至北卡罗莱纳州和弗吉尼亚州边界之间地区则收到了热带风暴警告，另外德玛瓦半岛查尔斯灯塔角（Cape Charles Light）向北到切萨皮克湾西岸的马修斯县康弗特新点（New Point Comfort）也发布了热带风暴观察预警，并于次日升级为警告。
风暴到来前，美国国家公园管理局关闭了外灘群島沿岸的游客中心和露营地。北卡罗莱纳州哈特拉斯（Hatteras）和奥卡库克（Ocracoke）之间的渡轮也停运了12小时。北卡罗莱纳州州长迈克·伊斯利（Mike Easley）安排救援队和国民警卫队随时待命。当地居民和游客获知自己应该固定好松散物品并且留在室内。由于风暴所会带来的影响估计很小，因为政府没有下令进行人员疏散。奥卡库克岛上的船只拖到了岸上。风暴的威胁还迫使北卡罗莱纳州大西洋海滩（Atlantic Beach）取消了一场钓鱼比赛，对当地经济造成了影响。
由于无法确定加布里埃尔的行动路径，美国国家飓风中心所发布的风暴未来5天路径预报中包括了中大西洋各州、纽约州东南部和新英格兰南部地区。预报中预测会出现大浪和离岸流，促使海岸巡防隊在美国东北部进行准备工作。麻薩諸塞州的鳕鱼角安排了一架HU-25“猎鹰”沿海岸飞行，向离岸船只广播风暴预警，并部署了海岸警卫队巡逻艇执行海上搜救作业。船上乘客和水手被告知务须审慎行事，作出“安全的决定”。。最终风暴平稳穿过南部，没有造成多大影响。

## 影响

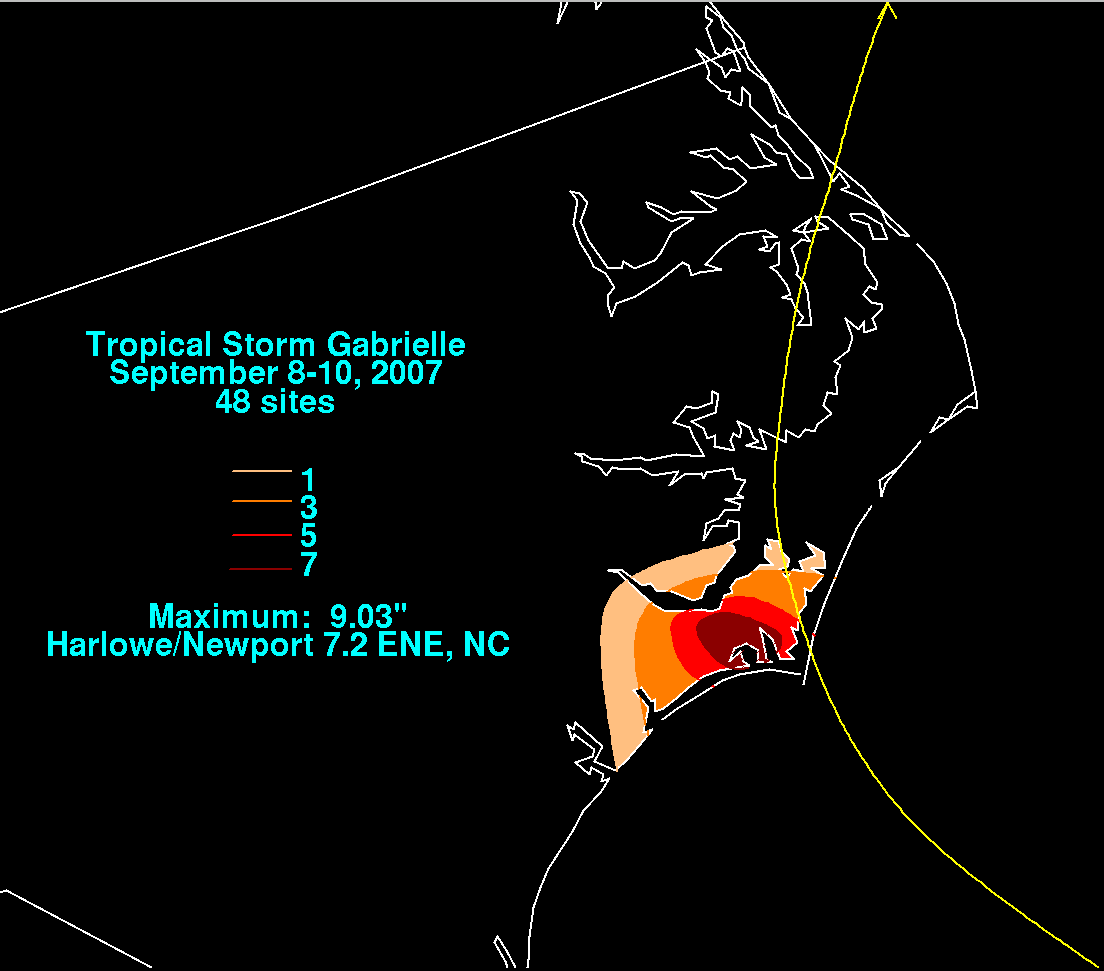
热带风暴加布里埃尔的降雨分布情况

热带风暴加布里埃尔导致佛罗里达州沿海地区出现大浪，一位冲浪者因此溺毙，另外200名泳者被强制救援上岸。该州新士麦那海滩官员估计海浪比正常水平高出约1.8到2.7米。9月9日早上，外围雨带开始影响北卡罗莱纳州东南部，非官方数据显示热带风暴沿海岸线产生的持续风速在弗里斯科（Frisco）达到每小时71公里，阵风的力道更强，非官方数据显示其在奥卡库克达到了每小时98公里。沿岸出现大浪，高度达到3.0至3.7米。离岸流还令多名冲浪者遇险，后经救生员救起。风暴登陆地点接近区域出现了强降雨，纽波特（Newport）东北偏东方向7.2公里的一个监测站测得的降雨量最大，达到229毫米，其它地区则报告了100至200毫米的降雨量。有两艘离岸船只报告遭遇热带风暴强度的大风，不过这些报告被认为存在过分夸大之处。
降雨导致北卡罗莱纳州一些地方出现洪灾，农民收割庄稼的工作受到不利影响。不过风暴并没有像起初人们希望的那样缓解州内其他地区的旱情。北卡罗莱纳第12号高速公路位于哈特拉斯岛上的路段关闭了三个小时，部分路段还出现了短暂的水淹。莫尔黑德市（Morehead City）和博福特（Beaufort）的部分街道也予封闭，多户住宅和商店受到轻微的洪水损害。加特利县的洪水造成了约5千美元（2007年美元，相当于7.35千2025年美元）的财产损失。海岸沿岸的风暴潮较为轻微，在哈特拉斯岛的海浪最高，比正常水平要高约0.91米。风暴对该州造成的总体损害较小，这其中包括轻微的海滩侵蚀和一些街道被淹，但没有造成人员伤亡的报告。